# Годрушські пагорби
Годрушські пагорби (Hodrušská hornatina) — гірський масив в Словаччині; геоморфологічна підодиниця Штявницьких гір. Найвища гора — Парадайс (939 м.). Серед визначніших висот — Злати Врх (850 м.).
Місце розташування — Нітранський край і Банськобистрицький край.
Протікають Рибницький потік і Руднянський потік.